# Philya dubia
Philya dubia är en insektsart som beskrevs av Fowler. Philya dubia ingår i släktet Philya och familjen hornstritar. Inga underarter finns listade i Catalogue of Life.